# Obadiah Titus
Obadiah Titus (* 20. Januar 1789 in Millbrook, New York; † 2. September 1854 in Washington, New York) war ein US-amerikanischer Jurist und Politiker. Zwischen 1837 und 1839 vertrat er den Bundesstaat New York im US-Repräsentantenhaus.

## Werdegang
Obadiah Titus wurde ungefähr fünf Jahre nach dem Ende des Unabhängigkeitskrieges in Millbrook geboren. Er studierte Jura. Nach dem Erhalt seiner Zulassung als Anwalt begann er in der Town von Washington in Dutchess County zu praktizieren. Während des Britisch-Amerikanischen Krieges diente er als Captain in der Infanterie. Nach dem Krieg wurde er zum Bezirksrichter gewählt. 1828 wählte man ihn zum Sheriff in Dutchess County. Politisch gehörte er der Demokratischen Partei an. Bei den Kongresswahlen des Jahres 1836 wurde er im fünften Wahlbezirk von New York in das US-Repräsentantenhaus in Washington, D.C. gewählt, wo er am 4. März 1837 die Nachfolge von Abraham Bockee antrat. Im Jahr 1838 erlitt er bei seiner Wiederwahlkandidatur eine Niederlage und schied nach dem 3. März 1839 aus dem Kongress aus. Danach war er wieder als Anwalt tätig. Er starb am 2. September 1854 in Washington und wurde auf dem Nine Partners (Friends) Burial Ground in Millbrook beigesetzt.